# David MacMillan (Tontechniker)
David MacMillan (* in Nordirland) ist ein britisch-kanadisch-US-amerikanischer Tontechniker, der im Laufe seines Wirkens mit drei Oscars ausgezeichnet wurde. Seit 1973 arbeitete er an mehr als 80 Filmproduktionen.

## Leben
MacMillans Familie emigrierte nach seiner Geburt von Nordirland nach Kanada. Seine Karriere begann als Tongehilfe bei der Canadian Broadcasting Corporation, für die er bald die Tonmischung zu Dokumentationen machte. Nachdem er von Toronto nach San Francisco umgezogen war, traf er dort auf Francis Ford Coppola, der ihn für die Verkabelung des Produktionsstudios von Liebe niemals einen Fremden anheuerte. Als die Arbeiten nicht zeitgerecht abgeschlossen werden konnten, baute er die notwendigste Ausrüstung auf dem Boden auf, wo Coppola, Walter Murch, Billy Neal und er den Film binnen zwei Wochen rechtzeitig für die Internationalen Filmfestspiele von Cannes 1969 fertigstellten. Nachdem der Film mit einer Goldenen Palme ausgezeichnet wurde, setzten sie die gemeinsame Arbeit mit American Zoetrope fort. Coppola setzte sich für seine Green Card und MacMillans Mitgliedschaft in der Gewerkschaft ein. Ab 1971 machte er sich selbstständig. Im Jahr 1984 bekam er für die Literaturverfilmung Der Stoff, aus dem die Helden sind seinen ersten Oscar, drei Jahre später zog er der Arbeit wegen nach Los Angeles um. 1995 und 1996 folgten weitere Oscars für den Actionfilm Speed und  für die filmische Umsetzung der Beinahe-Katastrophe der Mondmission Apollo 13.
MacMillan arbeitete unter anderem mit Oliver Stone, Ron Howard, Alan Parker, Lawrence Kasdan, Sydney Pollack, Philip Kaufman, Tony Scott, Joel Schumacher, Nora Ephron, Mike Nichols, Kathryn Bigelow, Jan de Bont, Jay Roach und Judd Apatow. Seit mehreren Jahren unterrichtet er an der University of California, Los Angeles. (Stand 2014)

## Auszeichnungen
Oscar
- 1984: Preisträger – Bester Ton für Der Stoff, aus dem die Helden sind, mit Mark Berger, Thomas Scott und Randy Thom.[3]
- 1995: Preisträger – Bester Ton für Speed, mit Gregg Landaker, Steve Maslow und Bob Beemer.[4]
- 1996: Preisträger – Bester Ton für Apollo 13, mit Rick Dior, Steve Pederson und Scott Millan.[5]

British Academy Film Award
- 1995: Preisträger – Bester Ton für Speed.
- 1996: Nominierung – Bester Ton für Apollo 13.

Cinema Audio Society Award
- 1995: Bester Ton – Speed
- 1996: Bester Ton – Apollo 13
- 2013: Bester Ton – Game Change – Der Sarah-Palin-Effekt
- 2015: Career Achievement Award – für sein Lebenswerk.

## Filmografie (Auswahl)
- 1979: The Party is over… Die Fortsetzung von American Graffiti (More American Graffiti)
- 1983: Der Stoff, aus dem die Helden sind (The Right Stuff)
- 1984: Indiana Jones und der Tempel des Todes (Indiana Jones and the Temple of Doom)
- 1990: Flatliners – Heute ist ein schöner Tag zum Sterben (Flatliners)
- 1991: Gefährliche Brandung (Point Break)
- 1993: Falling Down – Ein ganz normaler Tag (Falling Down)
- 1993: Die Firma (The Firm)
- 1993: Die Wiege der Sonne (Rising Sun)
- 1994: Speed
- 1994: Natural Born Killers
- 1995: Apollo 13
- 1998: Im Zwielicht (Twilight)
- 1998: Stadt der Engel (City of Angels)
- 1998: Zivilprozess (A Civil Action)
- 1999: EDtv
- 2000: Der Grinch (How the Grinch Stole Christmas)
- 2000: Was Frauen wollen (What Women Want)
- 2001: Dr. Dolittle 2
- 2003: Das Leben des David Gale (The Life of David Gale)
- 2003: Haus über Kopf (Bringing Down the House)
- 2004: Garfield – Der Film (Garfield: The Movie)
- 2005: Ring 2 (The Ring Two)
- 2005: Jungfrau (40), männlich, sucht … (The 40 Year-Old Virgin)
- 2006: Garfield 2
- 2007: Beim ersten Mal (Knocked Up)
- 2007: Alvin und die Chipmunks (Alvin and the Chipmunks)
- 2008: Hancock
- 2008: Twilight – Biss zum Morgengrauen (Twilight)
- 2012: Das gibt Ärger (This Means War)
- 2013: Seelen (The Host)
- 2013: Paranoia – Riskantes Spiel (Paranoia)